# Jakob Basevi
Jakob Basevi, auch Gioacchino Basevi (* 29. Mai 1780 in Mantua; † 8. Februar 1867 in Mailand), war ein italienischer Rechtsanwalt und ist heute besonders als Verteidiger Andreas Hofers bekannt.
Nach dessen Hinrichtung übersiedelte er nach Mailand. Er ist der Verfasser zahlreicher Schriften gegen die Todesstrafe.